# Chinesische Wasserwühlmaus
Die Chinesische Wasserwühlmaus oder Seewühlmaus (Microtus limnophilus) ist eine Nagetierart aus der Gattung der Feldmäuse (Microtus) innerhalb der Wühlmäuse (Arvicolinae). Sie kommt in der zentralen Volksrepublik China und in der Mongolei vor.

## Merkmale
Die Chinesische Wasserwühlmaus erreicht eine Kopf-Rumpf-Länge von 8,8 bis 11,8 Zentimetern mit einem Schwanz von 3,2 bis 4,4 Zentimetern Länge. Die Hinterfußlänge beträgt 20 bis 21 Millimeter, die Ohrlänge 13 bis 14 Millimeter. Das Rückenfell ist deutlich gelb, die einzelnen Haare haben eine graue Basis und eine blassgelbe Spitze. Die Bauchseite ist weißgrau, teilweise mit blaugrauem Effekt. Der Schwanz ist zweifarbig oberseits sandfarben braun und unterseits weiß. Die Oberseiten der Hände und Füße sind sandfarben-weißlich. Das Weibchen besitzt acht Zitzen, jeweils zwei Paare befinden sich im Brust- und Abdomenbereich.
Die Zahnstruktur gleicht der der Feldmaus (Microtus arvalis), unterscheidet sich jedoch im Zahnschmelz des ersten unteren Molaren m1.

## Verbreitung
Die Chinesische Wasserwühlmaus kommt in der zentralen Volksrepublik China und der Mongolei vor. Das Verbreitungsgebiet reicht vom Norden Sichuans und dem Osten von Qinghai über Gansu bis in den Süden von Shaanxi. Darüber hinaus ist sie in Ningxia nachgewiesen. In der Mongolei kommt sie entlang dem Becken der großen Seen (mongolisch Ich nuuruudyn chotgor), dem Dschungarischen Becken der Gobi und der Transaltai-Gobi vor.

## Lebensweise
Über die Lebensweise der Chinesischen Wasserwühlmaus liegen nur sehr wenige Informationen vor. Sie lebt in Gebieten der Salzwüste und in Bergwiesen, wie andere Feldmäuse ernährt sie sich herbivor.

## Systematik
Die Chinesische Wasserwühlmaus wird als eigenständige Art innerhalb der Feldmäuse (Microtus) eingeordnet, die aus mehr als 60 Arten besteht. Die wissenschaftliche Erstbeschreibung stammt von dem deutsch-russischen Zoologen Eugen Büchner, der die Art 1889 anhand von Individuen aus Qinghai beschrieb. Die Art wurde teilweise als Unterart der Sumpfmaus (Microtus oeconomus) eingeordnet, heute wird sie der Untergattung Alexandromys innerhalb der Feldmäuse als eigene Art zugeordnet.

## Status, Bedrohung und Schutz
Die Chinesische Wasserwühlmaus wird von der International Union for Conservation of Nature and Natural Resources (IUCN) als nicht gefährdet (least concern) eingeordnet. Begründet wird dies mit dem vergleichsweise großen Verbreitungsgebiet und den angenommen großen Beständen der Art. Potenzielle Gefährdungsrisiken für die Art sind aktuell nicht bekannt. In Teilen der Mongolei ist sie regional von Lebensraumverschlechterungen betroffen, die von der Überweidung durch Weidevieh bedingt wird. Hinzu kommt das Austrocknen von Wasserflächen im Verbreitungsgebiet. In China wird die Art regional als Schädling betrachtet und bekämpft.

## Belege
1. 1 2 3 4 5  Darrin Lunde, Andrew T. Smith: Lacustrine Vole. In: Andrew T. Smith, Yan Xie: A Guide to the Mammals of China. Princeton University Press, Princeton NJ 2008, ISBN 978-0-691-09984-2, S. 232.
2. 1 2 3 4 5  Microtus limnophilus in der Roten Liste gefährdeter Arten der IUCN 2016.2. Eingestellt von: N. Batsaikhan, A.T. Smith, 2008. Abgerufen am 1. November 2016.
3. 1 2  Microtus (Alexandromys) limnophilus. In: Don E. Wilson, DeeAnn M. Reeder (Hrsg.): Mammal Species of the World. A taxonomic and geographic Reference. 2 Bände. 3. Auflage. Johns Hopkins University Press, Baltimore MD 2005, ISBN 0-8018-8221-4.